# Desen topografic
Desenul topografic este parte componentă a desenului tehnic și se referă la modul de reprezentare a elementelor topografice de pe teren. Acesta cuprinde scrierea cartografică, semnele convenționale pentru reprezentarea reliefului pe planurile și hărțile topografice precum și pe hărțile speciale.
Pentru a răspunde multiplelor condiții impuse, planurile și hărțile topografice trebuie să îndeplinească următoarelor condiții:
- elementele reprezentate, datele cifrice și inscripțiile să corespundă cu cele din teren ca poziție și valoare, asigurând astfel precizia și autenticitatea lor.
- elementele reprezentate să fie clare, expresive și ușor de citit.

Portativul reprezintă o rețea de linii care asigură scrierea corectă a literelor. El este format din 13 (sau 9) linii longitudinale (echidistante), dintre care 4 sunt liniile principale care limitează înălțimea literelor majuscule și minuscule, celelalte linii sunt auxiliare. Liniile transversale echidistante trasate sub un anumit unghi asigură lățimea, grosimea și spațiul dintre litere.